# Kulmspitze
Die Kulmspitze ist ein 1095 m ü. A. hoher Berg oberhalb des Mondsees im oberösterreichischen Salzkammergut. Auf seinem Gipfel wurde 2019 ein Aussichtsturm aus Holz errichtet.
Die Kulmspitze ist der höchste Punkt eines Höhenzugs, der nach Westen bis zum Mondseeberg (1029 m) reicht. An ihrem Nordhang entspringt die Wangauer Ache. Rund 2 km nordwestlich des Gipfels befindet sich auf 992 m eine kleine Kapelle, die sogenannte Radstadtkapelle, zu der ein Kreuzweg hinauf führt. Das Rad als Namensgeber und keltisches Symbol lassen hier einen alten Kultplatz vermuten. Vom Berg hat man einen schönen Blick auf den gesamten Mondsee, die umliegenden Berggipfel des Höllengebirges, den Schafberg und die restlichen Salzkammergut-Berge.

## Aussichtsturm
Baubeginn des Aussichtsturms war im Frühjahr 2019, seit dessen Fertigstellung 2020 hat das Mondseeland ein neues Wahrzeichen.